# Замудио
Замудио (на английски: Zamudio) е ударен кратер разположен на планетата Венера. Той е с диаметър 19 km, и е кръстен на Адела Замудио – боливийска поетеса, феминистка и учителка.